# Ricardo Costa Climent
Ricardo Costa Climent (Castelló de la Plana, 1972) és un polític valencià, germà de Juan Costa Climent i fill de María Dolores Climent del Pino, fou Secretari General del Partit Popular de la Comunitat Valenciana (PPCV) i Síndic-portaveu del Grup Parlamentari Popular a les Corts Valencianes entre 2008 i 2009. Abandonà l'escó a les Corts i l'activitat política el gener de 2015 quan era investigat com a imputat pel cas de corrupció Gürtel.

## Biografia
Ricardo Costa és llicenciat en Ciències Econòmiques i Empresariales per la Universitat de València i diplomat en Economia per la Universitat Jaume I de Castelló. És militant del Partit Popular de la Comunitat Valenciana. Ha estat president provincial de Nuevas Generaciones del Partit Popular i diputat per Castelló a les eleccions a les Corts Valencianes de 1995, 1999, 2003, 2007 i 2011. El 2008 fou nomenat portaveu del PP a les Corts Valencianes en substitució d'Esteban González Pons i secretari general del PPCV en substitució d'Adela Pedrosa.
La seua important influència en l'entorn del president Francisco Camps el catapultaren cap al cercle de confiança del president de la Generalitat i arribà a aparèixer com a possible futur conseller al govern popular de Camps. L'esclat del Cas Gürtel al març de 2009, que presumptament l'implicaven junt amb altres dirigents populars, frenarien aquestes aspiracions. El 13 d'octubre de 2009, Costa anava a ser cessat temporalment de les seves funcions com a Secretari General del PPCV i com Portaveu del Grup Parlmentari Popular en les Corts, per a ser investigat pel comitè de Drets i Garanties del partit; no obstant això, la seva negativa a presentar la dimissió va concloure amb la seva permanència en el càrrec avalat pel president Francisco Camps. L'encreuament de comunicats contradictoris entre el Partit Popular de la Comunitat Valenciana i la seva direcció nacional va crear incertessa sobre la continuïtat de Costa espentant-lo a la primera plana del panorama polític espanyol. No obstant això, el 14 d'octubre de 2009 Francisco Camps es veu obligat a cedir a les pressions de la direcció nacional del Partit Popular i destituir a Ricardo Costa nomenant com a successor a César Augusto Asencio com a secretari general del PPCV i a Rafael Maluenda portaveu parlamentari.
Posteriorment, el 29 d'octubre de 2009 la direcció nacional del PP decideix obrir expedient disciplinari contra Costa i suspendre'l cautelarment de militància per les seves declaracions a la premsa en les quals mantenia que continua com a secretari General del PP de la Comunitat Valenciana. El 27 de gener de 2010, el Partit Popular va anunciar que li suspenia de militància durant un any. L'octubre d'aquell any, després de 10 mesos, tornà a la primera línia política com a Portaveu d'Economia del Grup Parlamentari. Renovà l'escó a les eleccions del 2011 i es mantingué després de la dimissió del President Camps, que, juntament amb Costa, estaven imputats pel Cas dels Vestits. Finalment deixà l'escó a les Corts el gener de 2015, tot i que declarà que era una decisió presa feia temps i que res tenia a veure amb la seua imputació al Cas Gürtel.

## Corrupció
A partir de les perquisicions fetes pel cas Gürtel és implicat en dues causes judicials de corrupció:
- Per l'anomenat cas dels vestits, és imputat i jutjat, junt amb l'expresident del Consell Valencià, Francisco Camps, pel delicte de suborn. Un jurat popular el declara no culpable.
- Per la branca valenciana del cas Gürtel, que investiga els presumptes delictes de finançament irregular i delicte electoral del PP valencià. Aquest procés es troba en fase d'instrucció.[11]

Per altra banda, arran de la denúncia d'un particular, el 2013 va ser investigat pels presumptes delictes de prevaricació, suborn i tràfic d'influències. Aquesta causa era  en fase d'instrucció al Tribunal Superior de Justícia de la Comunitat Valenciana el juny 2013.